# Kosmaczek pomarańczowy

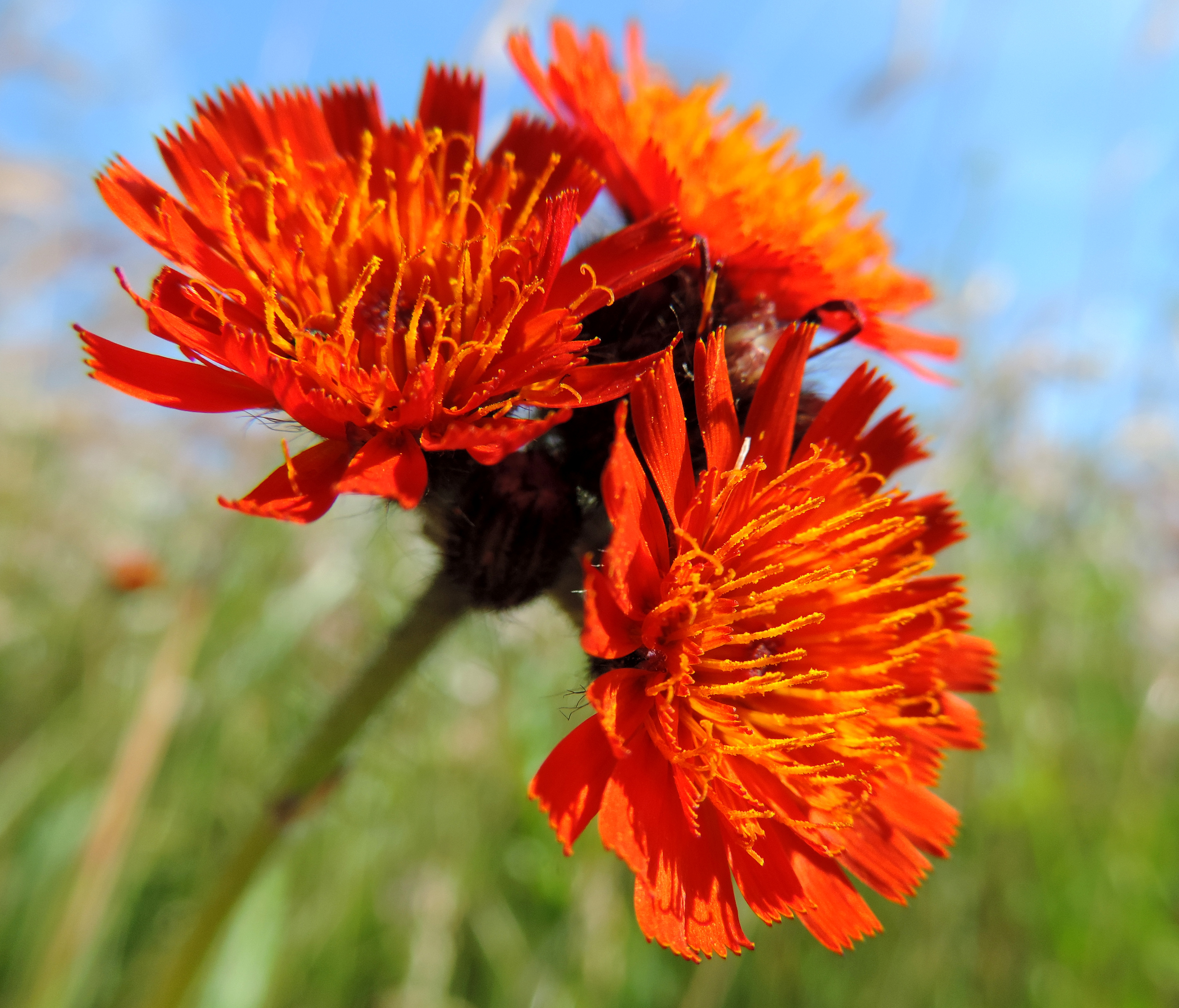
Koszyczki

Kosmaczek pomarańczowy, jastrzębiec pomarańczowy (Pilosella aurantiaca (L.) F.W.Schultz & Sch.Bip.) – gatunek rośliny z rodziny astrowatych. Występuje w Europie, poza tym rozprzestrzeniony na innych kontynentach.

## Rozmieszczenie geograficzne
Pochodzi z Europy (Austria, Bułgaria, Czechy, Finlandia, Francja, dawna Jugosławia, Niemcy, Norwegia, Polska, Rumunia, Słowacja, Szwajcaria, Szwecja, Ukraina, Włochy). W Polsce występuje w Karpatach i Sudetach, jest rośliną rzadką. Poza Karpatami znane są tylko pojedyncze jego stanowiska na niżu. Poza naturalnym zasięgiem gatunek ten rozprzestrzenił się w strefie umiarkowanej, w tym introdukowany do USA, gdzie uznany został za gatunek inwazyjny.

## Morfologia
ŁodygaPojedyncza, okrągła, wyrasta na wysokość 20–60 cm. Cała okryta dużymi, ciemnymi, odstającymi włoskami. Oprócz prostych włosków występują jeszcze włoski gwiazdkowate i gruczołki, gęściej u góry. Przy ziemi wyrastają z niej rozłogi, za pomocą których roślina rozmnaża się wegetatywnie.
LiścieWiększość liści wyrasta tuż przy ziemi (liście odziomkowe), na łodydze wyrasta naprzemianlegle tylko kilka liści coraz mniejszych im bliżej wierzchołka. Wszystkie liście są podłużne, wiotkie i pokryte dużymi, odstającymi włosami.
KwiatyZebrane w kwiatostan złożony typu wierzchotka wyrastający ze szczytu łodygi. Jego dolna gałązka jest zwykle odsunięta. Składa się on z kilku-kilkunastu koszyczków zawierających wyłącznie kwiaty języczkowe. Nasada koszyczków okryta jest owłosionymi, zachodzącymi na siebie dachówkowato, maleńkimi listkami. Czasami pod wierzchotką wyrasta jeszcze jeden dodatkowy koszyczek na oddzielnej szypułce. Kwiaty barwy ciemnopomarańczowej do czerwonej.
OwocNiewielkie niełupki posiadające liczne włoski, umożliwiające przenoszenie ich przez wiatr. Wyglądają jak puch.

## Biologia i ekologia
RozwójBylina, hemikryptofit. Kwitnie od końca czerwca do sierpnia. Nasiona rozsiewane przez wiatr. Koszyczki jastrzębca zamykają się na noc, oraz w czasie deszczu. Przed zimą obumiera pęd – łodyga kwiatowa z liśćmi, ale zimę przetrzymują listki w różyczce liściowej. Są one szczelnie zwinięte i osłonięte zeschłymi liśćmi.
SiedliskoSpotkać go można na górskich łąkach i halach. Roślina górska. W Tatrach rośnie na wysokości od 1000 do 2000 m n.p.m., zarówno na podłożu wapiennym, jak i granitowym.
FitosocjologiaW klasyfikacji zbiorowisk roślinnych gatunek charakterystyczny dla Ass. Poa-Veratreum lobeliani.
GenetykaLiczba chromosomów 2 n = 18‒72.
MieszańceTworzy mieszańce z: kosmaczkiem gronkowym, k. pospolitym, k. wysokim.